# Izrael a 2014. évi téli olimpiai játékokon
Izrael az oroszországi Szocsiban megrendezett 2014. évi téli olimpiai játékok egyik részt vevő nemzete volt. Az országot az olimpián 3 sportágban 5 sportoló képviselte, akik érmet nem szereztek.

## Alpesisí
Férfi
| Versenyző        | Versenyszám      | 1. futam   | 1. futam   | 2. futam | 2. futam | Összesítés | Összesítés |
| Versenyző        | Versenyszám      | Idő        | Hely.      | Idő      | Hely.    | Idő        | Helyezés   |
| ---------------- | ---------------- | ---------- | ---------- | -------- | -------- | ---------- | ---------- |
| Virgile Vandeput | Óriás-műlesiklás | nem indult | nem indult | kiesett  | kiesett  | kiesett    | kiesett    |

## Műkorcsolya
| Versenyző                             | Versenyszám  | Rövid program | Rövid program | Kűr    | Kűr   | Összesítés | Összesítés |
| Versenyző                             | Versenyszám  | Pont          | Hely.         | Pont   | Hely. | Pont       | Helyezés   |
| ------------------------------------- | ------------ | ------------- | ------------- | ------ | ----- | ---------- | ---------- |
| Alexei Bychenko                       | Férfi egyéni | 62,44         | 22.           | 114,62 | 21.   | 177,06     | 21.        |
| Andrea Davidovich Evgeni Krasnopolski | Páros        | 53,38         | 15.           | 94,35  | 15.   | 147,73     | 15.        |

## Rövidpályás gyorskorcsolya
Férfi
| Versenyző         | Versenyszám | Előfutam | Előfutam | Negyeddöntő | Negyeddöntő | Elődöntő | Elődöntő | B döntő | B döntő | Döntő   | Döntő   | Helyezés |
| Versenyző         | Versenyszám | Idő      | Hely.    | Idő         | Hely.       | Idő      | Hely.    | Idő     | Hely.   | Idő     | Hely.   | Helyezés |
| ----------------- | ----------- | -------- | -------- | ----------- | ----------- | -------- | -------- | ------- | ------- | ------- | ------- | -------- |
| Vladislav Bykanov | 500 m       | 41,769   | 3.       | kiesett     | kiesett     | kiesett  | kiesett  | kiesett | kiesett | kiesett | kiesett | 19.      |
| Vladislav Bykanov | 1000 m      | 1:27,796 | 3.       | kiesett     | kiesett     | kiesett  | kiesett  | kiesett | kiesett | kiesett | kiesett | 24.      |
| Vladislav Bykanov | 1500 m      | 2:21,163 | 4.       |             |             | kiesett  | kiesett  | kiesett | kiesett | kiesett | kiesett | 25.      |